# Маккракен, Бетти
Бе́тти Маккра́кен (англ. Betty McCracken) — канадская кёрлингистка.
В составе женской сборной Канады участник чемпионата мира 1981 (серебряные призёры). Чемпионка Канады среди женщин.
Играла на позиции первого.

## Достижения
- Чемпионат мира по кёрлингу среди женщин: серебро (1981).
- Чемпионат Канады по кёрлингу среди женщин: золото  (1981).

## Команды
| Сезон   | Четвёртый   | Третий        | Второй        | Первый          | Турниры           |
| ------- | ----------- | ------------- | ------------- | --------------- | ----------------- |
| 1980—81 | Сьюзан Сайц | Джуди Эриксон | Мирна Маккей  | Бетти Маккракен | ЧК 1981 · ЧМ 1981 |
| 1984—85 | Сьюзан Сайц | Judy Lukowich | Джуди Эриксон | Бетти Маккракен | ЧК 1985 (4 место) |

(скипы выделены полужирным шрифтом)